# 트루 라이즈
《트루 라이즈》(영어: True Lies)는 1994년 개봉한 미국의 액션 코미디 영화이다. 1991년작 프랑스 영화 《라 토탈》(La Totale!)을 리메이크한 작품이다. 제임스 캐머런의 연출작으로, 아널드 슈워제네거, 제이미 리 커티스, 톰 아널드 등이 출연하였다.
1995년 제67회 아카데미상 시각효과상과 제48회 영국 아카데미 영화상 특수효과상 후보에 올랐다. 제이미 리 커티스는 이 영화를 통해 제52회 골든 글로브상 코미디·뮤지컬 영화 부문 여우주연상을 수상하였다.

## 줄거리
아내 헬렌과 딸 다나에게 해리 태스커는 사업상 출장이 잦은 온화한 컴퓨터 하드웨어 세일즈맨이지만, 사실 그는 극비의 미국 대테러 활동 기관인 오메가 섹터의 비밀 요원이다. 해리는 팀원 앨버트 "깁" 깁슨과 파이실과 함께 억만장자 자말 칼레드가 스위스에서 주최한 파티에 잠입한다. 파티에서 해리는 칼레드의 미술상일 뿐만 아니라 살림 아부 아지즈가 이끄는 테러 조직 "크림슨 지하드"의 유료 요원인 주노 스키너를 만난다. 잠재적인 구매자로 위장한 해리가 그녀를 방문하고, 테러리스트들은 그를 죽이려 한다. 해리는 그들을 물리치지만 추격전에서 아지즈를 놓친다. 그 결과 해리는 헬렌과 다나가 계획했던 생일 파티를 놓치고 만다.
다음 날, 해리는 헬렌의 사무실로 가서 그녀와 화해하려 하지만, 대신 그녀가 사이먼이라는 사람을 비밀리에 만나기로 약속하는 것을 우연히 듣는다. 헬렌이 바람을 피우고 있다고 의심한 해리는 오메가 섹터 자원을 이용하여 사이먼이 스파이인 척하며 여성을 유혹하는 중고차 판매원이라는 것을 알게 된다. 해리와 다른 오메가 요원들은 변장하여 헬렌과 사이먼을 체포한다. 사이먼에게 헬렌에게서 떨어져 있으라고 겁을 준 후, 해리와 깁은 비밀 시설에서 음성 변조 장치를 사용하여 헬렌을 심문한다. 그들은 그녀가 중년기 위기를 겪고 있으며 모험을 절실히 찾고 있다는 것을 알게 된다. 해리는 헬렌이 가짜 스파이 임무에 참여하도록 주선하는데, 그 임무에서 그녀는 신비한 인물(실제로는 해리)을 유혹하고 그의 호텔 방에 도청 장치를 설치해야 한다.
그러나 아지즈의 부하들이 들이닥쳐 부부를 납치하여 플로리다키스의 한 섬으로 끌고 간다. 그곳에서 헬렌은 마침내 해리의 이중생활을 알게 된다. 감금된 상태에서 해리는 크림슨 지하드가 고대 조각상에 숨겨 MIRV 핵탄두 4개를 밀반입하는 것을 돕기 위해 주노에게 돈을 지불했다는 것을 알게 된다. 아지즈는 미국이 페르시아만에서 병력을 철수하지 않으면 매주 미국 주요 도시에서 탄두를 폭파할 것이라고 요구한다. 그는 또한 크림슨 지하드의 결의를 보여주기 위해 무인도에서 탄두 하나를 폭파할 것이다. 헬렌과 함께 고문을 당하기 전, 해리는 자백유도제를 투여받고 자신의 비밀 직업에 대한 세부 사항을 그녀에게 밝힌다. 그들은 탈출하여 한 탄두는 90분 후에 폭발하도록 설정되어 있고 다른 탄두들은 해외 고속도로를 통해 미국으로 운반되어 미국 세관을 우회할 차량에 실려 있다는 것을 알게 된다. 이어진 난투극에서 해리와 헬렌은 많은 테러리스트들을 죽이고, 아지즈는 헬리콥터에 탄두 하나를 가지고 도망친다.
헬렌은 주노에게 잡혀 호송대를 뒤따르는 리무진에 태워진다. 깁과 다른 오메가 요원들은 해리를 태운다. 그들은 두 대의 미국 해병대 해리어기를 사용하여 세븐 마일 브리지의 일부를 파괴함으로써 호송대를 가로챈다. 해리는 리무진이 고속도로에서 떨어져 주노를 죽이기 전에 헬렌을 리무진에서 구출한다. 섬에 남겨진 탄두는 아무도 죽이지 않고 폭발한다.
해리는 아지즈와 그의 부하들이 마이애미 고층 빌딩에서 다나를 인질로 잡고 마지막 탄두를 폭파하겠다고 위협한다는 것을 알게 된다. 해리는 제트기 중 하나를 강탈하여 그녀를 구출한다. 파이실은 뉴스 카메라맨으로 위장하여 건물 안으로 들어간다. 다나는 미사일 제어 키를 훔쳐 옥상으로 도망치고, 파이실은 아지즈의 부하 여러 명을 죽인다. 아지즈는 다나를 타워 크레인까지 추격하고, 해리가 도착한다. 해리는 다나를 구출하고, 아지즈와 격투 끝에 그를 비행기 미사일 끝에 걸어놓은 다음, 해리는 테러리스트 헬리콥터에 미사일을 발사하여 아지즈와 크림슨 지하드의 잔당을 죽인다. 해리, 헬렌, 다나는 안전하게 재회한다.
1년 후, 해리와 헬렌은 오메가 요원으로 함께 일한다. 공식 파티에서 임무를 수행하던 중, 그들은 웨이터로 일하며 스파이인 척하는 사이먼을 만난다. 사이먼은 그들이 정체를 드러내고 자신들의 신분을 위협하지 않도록 죽이겠다고 위협하자 겁에 질려 도망친다. 해리와 헬렌은 탱고를 추고, 깁은 그들에게 일을 진지하게 받아들이라고 간청한다.

## 출연
- 아널드 슈워제네거 - 해리 태스커 요원 / 해리 렌퀴스트 역
- 제이미 리 커티스 - 헬렌 태스커 역
- 티아 커레어 - 주노 스키너 역
- 톰 아널드 - 앨버트 "깁" 깁슨 역
- 빌 팩스턴 - 사이먼 역
- 아트 말리크 - 살림 아부 아지즈 역
- 일라이자 두슈쿠 - 데이나 태스커 역
- 그랜트 헤슬로브 - 파이질(파이실) 역
- 찰턴 헤스턴 - 스펜서 트릴비 국장 역
- 마셜 매네시 - 자말 칼레드 역
- 제임스 앨런 - 대령 역

## 제작

### 섭외
제이미 리 커티스가 분한 헬렌 태스커 역에는 당초 조디 포스터가 낙점됐으나 영화 《넬》(1994) 촬영 때문에 고사했다.

## 우리말 녹음
| KBS 성우진 (1997년 9월 13일) - 이정구 - 해리 태스커(아널드 슈워제네거) - 이경자 - 헬렌 태스커(제이미 리 커티스) - 장광 - 앨버트 깁슨(톰 아널드) - 유동현 - 사이먼(빌 팩스턴) - 손정아 - 주노 스키너(티아 커레어) - 정미숙 - 데이나 태스커(일라이자 두슈쿠) - 설영범 - 살림 아부 아지즈(아트 말리크) - 최흘 - 스펜서 트릴비 국장(찰턴 헤스턴) - 윤기황 - 헬리콥터 조종사(척 탬부로) / 테러범(지노 실바노) - 유제상 - 테러범(마이크 아크라위) - 최병상 - 파이질(그랜트 헤슬로브) - 성완경 - 해리어 전투기 조종사(스콧 돗슨 하사) / 경찰특공대장(맷 시글록) / 경비원 | MBC 성우진 (2006년 3월 18일) - 이정구 - 해리 태스커(아널드 슈워제네거) - 송도영 - 헬렌 태스커(제이미 리 커티스) - 황윤걸 - 앨버트 깁슨(톰 아널드) - 손원일 - 파이질(그랜트 헤슬로브) - 최석필 - 살림 아부 아지즈(아트 말리크) - 최한 - 사이먼(빌 팩스턴) - 이성 - 칼레드(마셜 매네시) - 김지영 - 데이나 태스커(일라이자 두슈쿠) - 윤성혜 - 주노 스키너(티아 커레어) - 이민하 - 재니스(제인 모리스) - 방성준 - 류승곤 - 양준건 |  |